# Intel Polaris
Intel Polaris – nazwa kodowa prototypowego 80 rdzeniowego procesora firmy Intel. Maksymalna moc obliczeniowa tego układu wynosi 2 TFLOPS. Zbudowany jest ze 100 mln tranzystorów, a kość zajmuje powierzchnię 275 mm2. Standardowo układ jest taktowany z częstotliwością 3,16 GHz, pobiera moc 62 W i wykonuje 1,01 biliona operacji na sekundę.  
Każdy z 80 rdzeni został podzielony na 12 niezależnych części, które można selektywnie wyłączyć, jeśli dany moduł nie jest wykorzystywany. Rdzenie Polarisa komunikują się ze sobą za pomocą specjalnie skonstruowanych „routerów”, wymieniających dane między rdzeniami z przepustowością 32 GB/s. Przy okazji prac nad Polarisem okazało się, że zwiększanie liczby rdzeni ma pewną granicę − według Intela nie opłaca się budować procesorów powyżej 16 rdzeni. Większa ich liczba bowiem nie powoduje już liniowego wzrostu wydajności, a jest to spowodowane występującymi wówczas zatorami komunikacyjnymi i to właśnie dlatego na potrzeby 80-rdzeniowego Polarisa opracowano wewnętrzną sieć routerów. Procesor został oficjalnie zapowiedziany 11 lutego 2007, a gotowy procesor pokazano w 2007 podczas Międzynarodowej Konferencji Solid-State Circuits. Funkcje procesora to m.in. sleeping-Core Technology, Self-korekta, stała funkcja rdzeni i trójwymiarowa pamięć stosu. Celem budowy procesora było zbadanie możliwości Tera-scale (proces tworzenia procesora z więcej niż czterema rdzeniami) i eksperymenty nad różnymi formami połączeń komunikacyjnych między rdzeniami w ramach następnej generacji procesorów.